# Tragheim

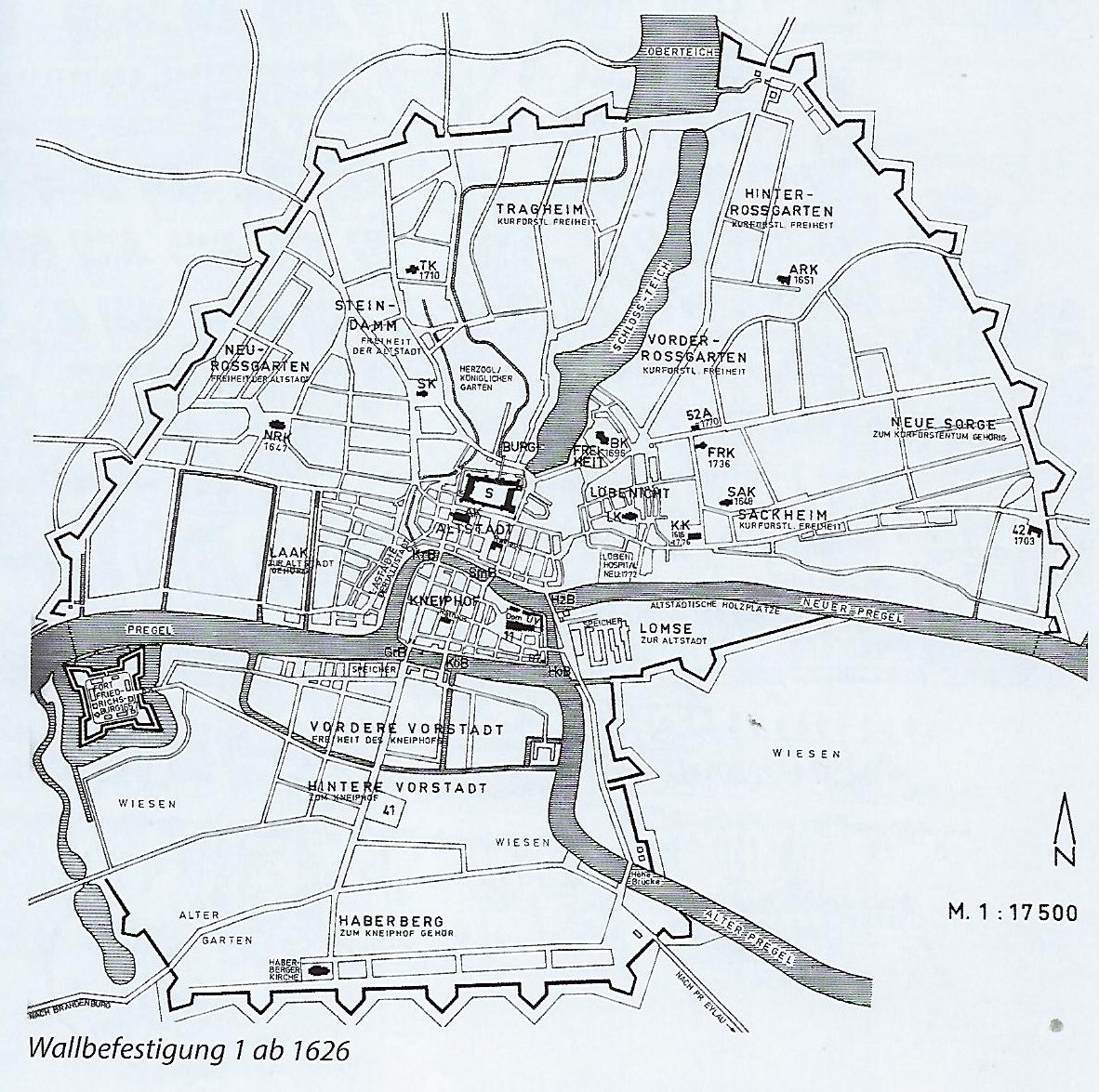
Wallbefestigung und Städte Königsbergs (1626)

Tragheim war ein nordwestlich vom Schloss gelegener Stadtteil von Königsberg (Preußen) und galt als das vornehme „Geheimratsviertel“ Königsbergs.

## Name
Der Name ist prußisch von „trakas“: Lichtung im Wald, Schneise, Gehau, Holzschlag im Walde, hochgelegene trockene Wiese mit vereinzeltem Gesträuch und "caymis, kaimas": Dorf abzuleiten.

## Geschichte
Der Tragheim wurde 1322 im Löbenichtschen Privilegium erwähnt. Das Dorf gehörte bis 1632 zur löbenichtschen Gemeinde. Man kann sicher davon ausgehen, dass es als Freiheit betrachtet wurde, denn Markgraf Albert Friedrich gab dem Dorf 1577 ein Wappen mit einem braunen Hirschkopf zwischen zwei grünen Tannenbäumen im blauen Schilde. Zunächst wurde er in den vorderen, mittleren und hinteren Tragheim eingeteilt. Die Einwohner gehörten zur Löbenichtschen Kirche und wurden auf dem Polnischen Kirchhof beerdigt. Auf dem Tragheim gab es etliche Häuser, die frei von allen Abgaben waren, die die kleine Gerichtsbarkeit hatten und die unzünftigen Handwerkern das Wohnen ermöglichten. Es gab etliche Stiftungen vornehmer Bürger zugunsten der Versorgung (vornehmer) Witwen und Waisen. 1539 brannte der Tragheim ab, nachdem in den litauischen Badestuben ein Feuer ausgebrochen war. 1703 erlaubte der König im Geiste der Toleranz den Königsberger Juden die Anlage eines Friedhofs auf der Freiheit Tragheim. Anfang des 20. Jahrhunderts residierte hier die Konservative Partei mit der Ostpreußischen Zeitung. Diese war gleichzeitig Herausgeber des Königsberger Anzeigers, der Georgine, des Blattes der Landwirtschaftskammer und einer Reihe weiterer kleiner Zeitungen. Nach der Entstehung der Villenkolonien Maraunenhof und Amalienau verlor der Tragheim seine Stellung als bevorzugte Wohnlage.
Auf dem Tragheim befanden sich das Regierungsgebäude, die Universität Albertina, die Palaestra Albertina und etliche Universitätsinstitute, die Universitätsbibliothek, das Stadttheater, die Handelshochschule, das Ober-Lyzeum, Turnhalle und Sportplatz, eine Volksschule, eine Kinderschule, ein Feuerwehrhaus, der Israelitische Begräbnisplatz, das Finanzamt und der Königsgarten, der eigentlich zur Burgfreiheit gehörte. Zum Schlossteich hin, in den besten Lagen, befanden sich das Alte Schützenhaus, die Immanuel-Loge, die Loge Totenkopf und Phönix, die Drei-Kronen-Loge und das Parkhotel.

## Sakralbauten

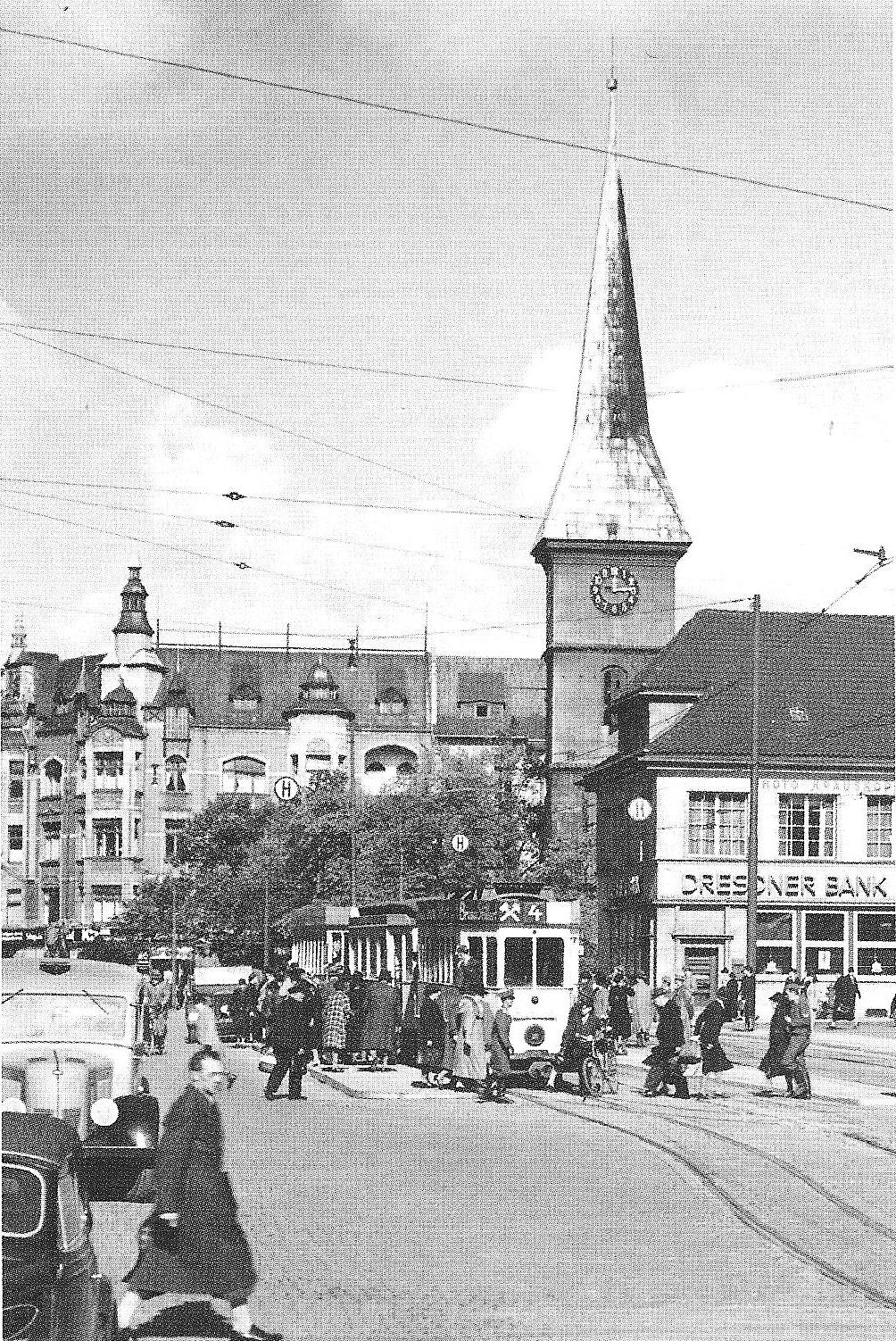
Steindammer Kirche

- Die Grundsteinlegung der Steindammer Kirche St. Nikolai erfolgte 1256. Im 16. bis 18. Jahrhundert wurde die Kirche vor allem von evangelischen Polen und Litauern genutzt. Nur kurz, während des Siebenjährigen Krieges, wurde sie zwischen 1760 und 1762 als orthodoxe Kirche genutzt.
- Die Tragheimer Kirche wurde 1632 errichtet und mehrmals umgebaut. Sie ist nicht erhalten.
- Das Tragheim-Gemeindehaus
- Die Baptistenkirche am oberen Schlossteich